# 메르시 (오버워치)
앙겔라 치글러(독일어: Angela Ziegler) 또는 더 잘 알려진 이름인 메르시는 2016년 블리자드 엔터테인먼트에서 개발한 1인칭 슈팅 비디오 게임 오버워치와 관련 미디어에 등장하는 가공의 플레이어 캐릭터이다. 루시 폴이 영어판 버전의 성우를 맡았고, 한국어판 성우는 이현진이 맡았다.
오버워치 이야기에 따르면 "메르시"는 스위스 의사 앙겔라 치글러의 호출용 신호로, 그녀는 원래 오버워치에 핵심적인 의료 지원을 맡았다. 게임에서 그녀는 지원 캐릭터로, 죽은 캐릭터를 부활시키거나 동료들을 치료하고 능력을 증진시킨다. 또한 메르시는 게임의 베타 기간 동안 가장 많이 플레이한 지원 캐릭터라고 블리자드가 말했다. 그러나 유능하고 전문적인 플레이어 단계에서 그녀의 부활 능력은 비평을 받아왔다.

## 게임 플레이
좌클릭은 팀원들을 치료를 해주고 , 우클릭은 팀원들의 공격력을 최고로 올려준다. 좌shift키는 팀원들에게 날아갈 수 있다. 쿨타임은 2초이다. E키는 부활 스킬이며, 지속 시간 안에 팀원의 시체 위에 가서 팀원을 부활시킬 수 있다. 궁극기는 지속 시간 동안 계속 날아다니면서 팀원들에게 치료를 해준다. 마우스 롤스크린을 내리면 펄스 소총과 치료 지팡이를 번갈아서 쓸 수 있다.

## 1. 장점
- 카두세우스의 지원 성능  모든 광선은 장애물에 가로막히지만 않는다면 연결된 아군에게서 에임을 돌려도 위치를 이동해도 광선이 유지된다. 따라서 메르시는 광선을 연결한 채로 팀의 사각을 체크하는 척후대의 역할을 겸할 수 있으며, 궁극기와 조합하면 가장 안전한 포지셔닝까지 겸하게 되어 장점이 더욱 배가된다.
  - 안정적인 치유력  좌클릭인 치유 광선은 지원가들의 치유 지원 중에서도 매우 안정적이기로 손꼽힌다. 아무런 자원이나 조건 없이 사거리인 15m 안에만 있다면 HPS 60의 치유가 즉발로 무한히 유지되며, 사거리 밖의 아군까지 수호천사를 이용하면 근접한 후 지원이 가능하다. 투사체가 아니기 때문에 방벽이나 매트릭스 등의 방해 기술을 모조리 씹고[95] 치유가 가능한 점은 고힐량 지원가로썬 독보적인 차별점. 궁극기인 발키리는 이러한 장점을 극대화하여, 대상과 주위의 아군에게까지 끊김 없는 치유를 보장해 줄 수 있다.
  - 공격력 증폭  우클릭인 증폭 광선은 적중한 아군의 공격력을 30% 증가시킨다. 덕분에 특정 아군의 화력을 증대시켜 사격과 궁극기의 킬 결정력을 높여주며, 특히 애쉬, 소전같은 단발 데미지가 강력한 영웅과의 시너지가 발군. 대체로 공격력이 높은 중장거리 교전 영웅들에게도 수호천사를 이용한 지원도 유용하다. 팀의 핵심 화력이 되는 아군의 공격력을 증폭시킴으로써 교전에서의 우위를 점할 수 있으며, 화력과 관련된 모든 매커니즘의 윤활제가 되어 스노우볼을 굴리는 데에도 큰 역할을 한다.[예시]

- 수호천사의 기동력과 생존성  아군을 향해 언제든 빠르게 이동이 가능한 수호천사가 있어 아군이 너무 옹기종기 뭉쳐 있거나 지나치게 멀리 떨어진 것만 아니면 상당히 좋은 기동성과 생존력을 자랑한다. 지속능력인 천사 강림과 조합하면 공중에서 체공이 가능해지며, 테크닉을 익힌다면 더욱 신속한 무빙과 빠른 포지셔닝 및 생존이 가능하다. 게다가 연민의 치유라는 자체 지속능력 덕에 파트너 힐러의 도움 없이도 전투중 생명력 관리가 용이하다. 발키리를 사용하면 자유 비행이 가능해져 기동력이 극대화되며, 이리저리 날아다니며 자동 치유 까지 달고 있는 메르시를 단독으로 잡는 곳은 극도로 어렵다.

- 인게임 내 유일한 부활 스킬의 강력함  오버워치는 5명으로 구성된 팀에서 한 명이라도 죽으면 전황이 순식간에 기울기 시작할 정도로 한 명 한 명의 머릿수가 매우 중요한 게임이다.[97] 여기서 사망한 아군을 부활시킬 수 있다는 것은, 한명이 죽어서 질 뻔한 한타를 다시 이어가게 할 수 있고, 어쩔 때는 불리한 한타를 뒤집기도 하는 등, 매우 강력한 성능을 가졌다. 즉 부활은 팀 전체의 안정성을 증가시켜줌과 동시에 변수를 제공하는 가장 영향력 있는 기술이다.

- 우수한 진영 유지력  상기한 장점이 일으키는 시너지. 메르시의 치유 능력은 독보적으로 안정적이고, 수호천사의 이동 범위도 무척이나 길어 아군에게 상시 자유로운 지원이 가능하며, 파라같이 수직 기동성이 좋은 캐릭터가 함께할 경우 높은 전장 시야 확보와 자유롭고 유동적인 포지셔닝까지 손에 넣을 수 있다. 사망한 아군을 부활시켜 즉각적인 전선복귀를 지원할 수 있으며, 궁극기인 발키리의 연쇄 치유로 진형을 굳힐 수도 있다. 이 부분은 지원가의 본질에 충실하여 가장 범용성이 좋은 지원가로 평가받는다.

- 매우 쉬운 조작 난이도로 인한 높은 저점  메르시는 영웅 중에서도 저점이 가장 높은 캐릭터로, 오버워치 캐릭터들 중에서 손꼽을 정도로 조작이 간편하고 쉽다. 특별한 조준 실력이 없이도 사거리 안에만 있다면 쉽고 안정적으로 아군을 지원해 줄 수 있으며 수호천사와 부활 스킬도 직관적이고 사용하기 쉽게 설계되어 있다. 경쟁전을 봐도 메르시만 하는 원챔들이 상당히 많았고, 이러한 메르시 원챔들은 메르시 특유의 높은 저점과 쉬운 조작으로 인해 다른 영웅들의 숙련도가 너무나 낮은 경우가 대부분이다. 물론 이건 게임을 전체적으로 보았을 때 좋지 않은 것은 맞지만, 다르게 보면 메르시가 조작도 쉽고 저점도 높아서 가능하다는 것을 증명하는 증거로 볼 수 있다. 이러한 간단한 조작이 주는 이점으로, 에임과 스킬 사용같은 피지컬 요소에 집중을 하게 되는 다른 역할군과 서브힐러들과는 달리, 에임도 스킬 활용도[98] 중요하지 않아서 오로지 게임 흐름과 운영에만 집중할 수 있다.

## 2. 단점
- 전무한 자체 변수 창출력  메르시의 변수 창출은 공격력 증폭과 부활이 있는데, 이는 모두 아군에게 완전히 의존하는 능력이다. 다른 지원 영웅, 예컨대 아나처럼 적 주요인원에게 힐밴을 씌워 빈사상태로 만들거나, 주노처럼 팀 전체 화력을 능동적으로 배치할 수 있는 포지션을 잡게 만들거나, 브리기테처럼 적 암살자의 접근을 격퇴하고 아군을 수호하는 능력도 없고, 비슷한 라인에 있는 모이라처럼 킬변수나 폭힐이 가능한 것도 아니다. 변수라는 증폭 버프마저 아군에게 연결하는 것 이후로 메르시가 할 수 있는게 없으며, 부활 역시 아래에 나오는 단점들 때문에 아군의 지원이 있어야 한다. 결국 메르시의 모든 능력은 절대적으로 아군에 의존하며, 아군이 제 호응을 해내지 못한다면 메르시는 가치 없는 픽이 되어버린다.

- 부활의 매우 높은 리스크  변수창출로서 가지는 부활은 그 위상이 매우 높지만, 그 대가로 발동 조건이 매우 까다로워서 대표적인 하이 리스크 기술로 꼽힌다. 시전 시간도 1.75초로 매우 길기 때문에 섣불리 사용할 수 없으며, 아군의 진영 속에서 보호를 받을 수 있는 상황이어야 안전하게 부활이 가능하다. 거기다 기나긴 채널링 시간동안 모든 행동이 불가능해지며, 지원이 중단되므로 적들의 공격에 취약해진다. 때문에 생각없이 부활을 시도하다가는 죽은 아군과 함께 전광판으로 사출되거나 죽었던 아군이 다시 죽는 등 부활을 안 쓰니만 못한 상황이 벌어진다. 특히 옵치2에 와서 1탱으로 전환됨에 따라서 탱이 죽으면 부활동안 지켜줄 사람이 없다. 다시 말해, 아군이 엄폐물 근처에서 죽지 않았다면 살리지 못한다는 뜻이다.

- 고점을 뽑기 위해 요구되는 사용자의 슈퍼 뇌지컬  위에서 보이듯 메르시는 캐릭터 자체의 특징으로 인해 대인 능력과 고점이 밑바닥에 가까워서, 안정성이라는 장점을 최대한 활용하기 위해선 극악의 운영 난이도가 따른다. 메르시는 특유의 쉬운 난이도로 인해 변수 창출이 거의 전무하다시피 한데, 단순히 졸졸 쫓아다니며 공버프와 힐을 번갈아 주는 급유기 이상으로 다른 힐러들처럼 무언가 전투 상황에 기여하려면, 사용자의 두뇌 운동을 심할 정도로 많이 요구하기 때문이다. 상황에 따른 힐/공버프 변환 및 분배, 피아 진영의 상황과 위치에 따른 수호천사 경로 계산, 높은 기동성을 활용한 재빠른 회피 기동과 거점 농성, 2초 가량 전장을 비워야 하는 부활의 공백과 결과를 가늠하는 판단력, 누가 알려주기도 어려운 발키리 시동 타이밍 등이 그렇다. 대체 메르시가 무슨 피지컬이 요구되냐? 라고 생각할 수 있으나, 말 그대로 "고도의 컨트롤 요소"만 필요 없을 뿐, 고수들의 메르시 플레이를 보면 아군 의존이 격심한 메르시를 픽한 교전 인원 손해를 메꾸고 그만큼의 이득을 만들기 위해 말 그대로 온 몸을 비틀면서 쉴 새 없이 브리핑을 하며 양 손을 놀리는 모습을 볼 수 있다. 팀원에게 얹혀 갈 때는 누구보다 편안하고 여유로운 영웅이지만, 그렇기 때문에 그 한계를 넘어 팀원에게 최대로 이바지하기 위해서는 반대급부로 정밀한 이해도와 계산력이 따르는 것이다. 이는 반대로 브리핑 없는 메르시유저는 실력이 형편없다라는 말도 된다. 어찌보면 입문은 쉽지만 마스터는 매우 어려운 영웅인 셈.

- 정확한 판단력에 의존되는 플레이  위의 단점들이 합쳐져 평소에도 전장을 속속들이 읽을 줄 아는 최상급 판단 능력을 필요로 한다. 메르시는 스킬셋 모두가 아군에게 의지하는 경향이 크기 때문에 리스크를 감수하고 부활을 써야 할 타이밍이 언제인지, 공버프를 언제 누구에게 줘야 할 지 등등, 조작 난이도는 비교적 쉬울지언정 상황 판단 능력이 극단적으로 한타 기여도를 가르는 영웅이다. 특히나 플레이 이해도가 떨어지는 저티어의 메르시들이 전장에서 눈을 아예 뗀 채 게임 내내 이미 최대 체력인 탱커에게 치유 광선만 꽂는 등 한심한 꼴을 보이는 일이 잦아, 메르시의 인식은 그렇게 좋지 않다.

- 애매하고 낮은 치유력  오버워치 1 초창기, 출시 직후에는 문제될 것 없는 부분이었다. 당시에는 오히려 힐러가 단일힐의 메르시, 광역 힐의 루시우와 딜이 더 센 젠야타 셋이었기에 단일 힐 능력이 메르시의 존재 의의였던 때도 있었다. 장거리에서 더 높은 hps를 박을 수 있는 아나가 출시됬을 때도 어쨌건 사용자의 에임 여하에 따라 메르시가 단일힐이 더 센 경우가 많았다. 하지만 그 이후로 발생한 지원가들의 치유량 인플레이션으로 인해 현재 기준 메르시보다 단일 힐량이 떨어지는 힐러는 루시우나 브리기테[99], 라이프위버[100], 젠야타[101] 정도로 사실상 젠야타나 라이프위버와 함께 힐량 꼴찌를 달린다. 하다못해 보급형 메르시를 그냥 덤으로 들고 다니는 힐러까지 나온 상황에서 오버워치 1 초창기처럼 탱커에게 힐만 꽂아두고 졸졸 따라만 다니면 0.5인분도 못한다. 한마디로 메르시의 치유 능력은 안정적이지만 딱 그 뿐이다. 1초에 60씩, 정직하게 차오르는 힐만 제공하므로 돌격군을 치유하는데 매우 오래 걸리고, 적의 포커싱을 버티거나 죽기 직전인 아군을 구하기 힘들다.[102] 이는 궁극기인 발키리를 켜도 해결되지 않으며 적의 폭발적인 포화 공세에 대처할 수 있는 게 아무것도 없다. 그저 아군이 죽는 걸 무력하게 지켜보다 성공률이 낮은 부활을 시도해 볼 수 있을 뿐.

- 아군에 절대적으로 의존하는 기동력과 생존력  메르시의 수호천사는 아군에게만 사용할 수 있다. 수호천사가 최적의 성능을 발휘하기 위해서는 적당히 산개한 아군들이 미리 확보한 넓은 진형이 필요한데, 한타 열세 혹은 아군 포위 등 불리한 상황이라면 메르시는 더욱 움츠러들 수밖에 없다. 그나마 슈퍼점프 테크닉을 익히면 상단 기동력을 제한적으로 활용할 수 있으나, 근본적으로는 바티스트, 모이라, 루시우와 달리 주도적인 회피기동이 없기 때문에 한번 한타가 말린다면 눈치껏 도망치거나 숨는 것 외에는 다른 방법이 없고, 극단적으로는 어정쩡하게 늦게 죽느니 리스폰을 맞추기 위해 빨리 몸을 던져 죽는 게 나을 정도이다.

- 공격과 지원 병행 불가능  카두세우스 지팡이에는 공격 기능이 없다. 공격을 하려면 블래스터로 무장을 바꿔야 하는데, 공격 성능 자체는 준수하지만 딜레이도 있거니와 지원을 완전히 포기해야 되므로 사실상 지팡이로 지원만 하는 플레이가 강제된다. 다른 지원군과 달리 적을 견제하거나, 아군과 협공하거나, 적에게 저항하거나, 약화 및 고립된 적을 마무리하는 기초적인 플레이조차 기대할 수 없고 그저 도망다니고 사리면서 아군이 대신 처리해주길 바라는 수밖에 없다. 이 때문에 메르시의 자체적인 대인 능력과 딜적 기여도는 0에 수렴한다. 그나마 공격력 버프로 간접적인 딜 기여는 가능하지만 타 지원가의 딜 기여도와 비교하면 현저히 떨어지는 것이 현실이며 이렇게 부족한 딜량은 곧 아군의 부담으로 이어진다.

- 극도로 높은 아군 의존도 상기한 모든 장단점이 궁극적으로 만드는 최대의 문제점으로, 메르시는 굴러가는 바퀴에 기름칠을 해줄 순 있지만 절대 혼자 나아갈 순 없는 영웅이다. 메르시 단독으로는 상대팀에게 직접적인 위협을 가할 수 없기 때문에, 자신이 지원해 준 아군이 반드시 메르시의 지원까지 포함해 2인분 이상 몫을 해내야 한다. 즉, 메르시 본인이 아무리 치유와 공증을 출중하게 넣어주더라도 아군의 능력 발휘가 이뤄지지 않으면 더 이상 할 수 있는 게 아무것도 없다. 이 때문에 다른 팀원들이 메르시로 돌볼 만한 가치가 없다고 느껴지면 그냥 메르시를 내리고 키리코나 바티스트, 젠야타를 들어 주체적으로 싸움을 이끄는 것이 낫다.

## 개발과 디자인
메르시는 블리자드의 블리즈컨 2014에서 처음으로 소개된 12명의 오버워치 캐릭터들 중 한 명이었다. 그 행사를 다룬 폴리곤은 메르시가 털이 많은 날개와 치유 광선, 그리고 권총을 장비했다고 말했다. 메르시의 목소리는 독일계 미국인 성우인 루시 폴이 담당했다. 마이클 추에 따르면, 블리자드는 스위스식 독일 악센트를 잘 연기할 수 있는 성우를 찾으려고 했으나, 그들은 폴의 악센트가 메르시에 적합하다는 것을 발견하고 그녀를 대신 선택했다.
메르시의 최종 디자인이 나오기 전, 그녀의 컨셉 아트에서 메르시는 큰 체구와 백발을 가진 흑인으로 묘사되었으나 공개된 버전과 유사한 옷과 능력을 가지고 있었다. 그녀의 피부가 바뀐 것 외에도 2017년 오버워치의 "닭의 해" 이벤트 동안처럼 테마가 있는 외형을 받았다.
오버워치의 발매 이후 모든 영웅들에게 다양한 변화를 주었던 것처럼, 메르시의 죽은 팀 멤버들을 부활시키는 능력이 얼마나 게임에 영향에 미치는 지를 고심한 블리자드는 스킬 키트의 완전한 재작업을 포함하여 메르시에게 상당한 변화를 주었다. 게임이 공개된 이후, 메르시의 궁극기는 부활이었고, 그 기술은 최근에 처치된 팀원들을 특정 범위에서 되살리고, 그들이 완전한 체력으로 회복되고 짧은 시간 동안 적 팀의 공격에 취약하게 했다. 블리자드의 2016년 오버워치 패치에 대한 7월 21일의 개발자 노트에서 부활 기술은 "게임 내에서 가장 강력한 기술 중 하나"라고 언급되었다. 메르시의 부활 기능을 적절한 시간에 전략적으로 사용했을 때, 플레이어들은 이를 게임 체인저로 여겼다. 이는 방어 팀을 패배로부터 구해줄 수도 있고, 공격 팀이 팀원들이 얼마나 많이 죽어도 공격을 이어나갈 수 있게 만들었기 때문이었다. 2016년 8월, 블리자드는 메르시를 강하고 단일 목표의 치유사 역할을 고정시키기 위해 그녀의 치유 기술과 "부활" 기술을 강화했다. 2016년 9월 패치 이전에, 경쟁전의 포스트매치의 "최고의 플레이"에서 메르시 플레이어들이 대부분 부활 기술을 사용하고 있었고, 이에 대해 플레이어들은 블리자드에게 이러한 빈도를 감소하기 위해 게임이 "최고의 플레이"를 선정하는 방식을 재조정할 것을 요구했다.
블리자드는 "부활" 기능이 메르시 플레이어들을 중요한 전투에 참가하게 하는 대신 멀리 도망치도록 만들고, "부활" 기술을 과도하게 사용했음을 알게 되었다. 2017년 9월 업데이트에서, 메르시의 "부활" 기술은 궁극기에서 일반 기술로 전환되었고, 30초의 쿨다운 시간을 가지게 되었다. 블리자드는 메르시의 모든 기술들을 강화하고 쿨다운 시간을 15초 동안 감소시킨 새로운 궁극기인 "발키리"를 도입했다. 블리자드는 새로운 궁극기 발키리를 도입하고 부활을 일반 기술로 남겨둔 것에 대해 그것은 "그녀에게 게임에 변화를 주는 플레이를 할 기회를 주고 그녀에게 수많은 새로운 선택을 제공한다"고 느꼈다. 그녀의 키트도 변화하여, 블리자드는 적절한 밸런스를 맞추려고 노력하기 위해 대중 테스트 서버들에게 기술들을 지속적으로 균형잡히게 했다. 제프 캐플런은 블리자드는 새로운 키트에서도 메르시 플레이어들이 모든 팀원들로부터 훌륭한 치유사로 대접받고 싶을 때에는 부활을 사용하기 위해 전장을 피하는 것을 알게 되었다고 말했다. 2018년 1월 패치에서 메르시에 대한 더 많은 조정이 있었다. 발키리 궁극기는 원래 부활 기술의 쿨다운을 재조정하고 즉각적으로 제2의 부활을 제공했던 반면, 새로운 패치는 재조정과 2차 부활을 없앴다. 오버워치 개발자들은 많은 메르시 플레이어들이 게임의 주도권을 변화시키기 위해 기다렸다가 발키리에서 당연하게 주던 즉각적인 부활을 사용하였고, 적팀이 이에 대해 대응하기 어렵다는 것을 발견했다고 언급했다.
2018년 5월, 블리자드는 유방암 연구재단과 협력을 맺어 핑크 리본과 같은 유방암 인식 사업을 지원하는 자선단체와 함께 티셔츠와 플레이어들이 구입할 수 있는 한정판 "핑크 메르시"를 제공하기로 했다. 블리자드는 유방암 연구재단이 1년간 한 기부 중 가장 큰 규모인 1270만 달러를 모금했다고 밝혔다.

## 구전 지식
메르시의 가공 전기에는 그녀의 본명, 나이, 그리고 작전 본부가 등록되어 있다. 그녀의 본명은 앙겔라 치글러로, 나이는 37세이며 스위스 취리히가 그녀의 작전 본부다. 그녀의 가공 전기는 그녀를 "발군의 치유사이자 뛰어난 과학자, 열성적인 평화주의자"라고 묘사했다. 오버워치 유니버스에서, 그녀는 오버워치에서 활동하며 의학 연구의 책임자, 그리고 오버워치의 야전 의무장교이자 긴급 구조 요원으로 일했다. 그녀가 오버워치에서 이런 직책을 얻은 것은 나노생물학 분야에서 획기적인 발견을 해내 스위스의 명망 있는 병원의 원장이 된 이후였다. 그녀는 오버워치의 군사적인 접근에 대해서는 반발했지만, 그녀는 그들의 자원을 통해 날개달린 발키리 수트를 개발했다. 메르시는 그녀의 의학적 기여에도 불구하고 오버워치 내의 상관들과 다른 이들과 충돌 중임을 알게 되었다. 메르시는 "한조는 자신이 동생을 죽였다고 믿었으나, 겐지는 오버워치와 앙겔라 치글러 박사에 의해 가까스로 구조되었다."라는 문장을 통해 겐지의 가공 전기에서도 언급이 된다.

## 기타 등장

### 만화
오버워치 디지털 코믹 시리즈 10번째 호인 "성찰"에서 메르시는 겐지가 보낸듯한 편지를 읽고 있는 것으로 묘사되었다.

### 문학 작품
블리자드에서 업로드되는 가공의 뉴스에서, 메르시가 오버워치 조직의 종말에 대해 언급한 것이 인용되어 있다. 그녀는 솔저: 76 (잭 모리슨)과 리퍼 (가브리엘 레예스) 간의 갈등이 격화되는 것을 묘사했다. "모리슨이 기동부대 사령관으로 진급한 이후, 레예스와 그 사이의 관계는 변했고, 시간이 지날수록 긴장이 더 분명해졌죠. 저는 이것을 중재하려고 했습니다. 우리 모두 그랬습니다. 가장 끈끈한 유대관계가 깨지면, 당신이 할 수 있는 것은 그 싸움으로부터 벗어나 기도하는 것뿐입니다."